# 王楫 (萬曆進士)
王楫（？—1636年），字濟川，又字夢符，號利川，山東濟南府泰安州靜封堡人。明末政治人物。

## 生平
少年受教宋燾「青岩居」門下。萬曆四十三年（1615年）乙卯科舉人，四十七年（1619年）成己未科進士，都察院觀政，次年授任河南柘城縣知縣，天啓元年調任安邑（今山西運城）知縣，四年本省鄉試同考，五年升任戶部江西司主事，本年管明智草場，管新餉粮庫，七年升湖廣司員外郎、郎中，崇禎二年（1629年）升山東佥事，本年升關內道參議，三年加升按察使，四年京察去職。五年起陝西右參議，本年調固原，六年升按察使，七年升右僉都御史、巡撫寧夏。
「山海關兵變，閣部及道蒙難，楫獨全」。崇祯帝稱：「噪怨不及，操守可知。」官至寧夏巡撫，「以廉介執法忤悍將」，崇禎七年（1634年），撰《宋繹田先生傳》，為其師宋燾作傳。
崇禎九年（1636年）飢兵嘩變，被殺，「朝野傷之」。

## 家族
曾祖王儒。祖父王訓。父王翠華。